# Mari Kjetun
Mari Kjetun, født 1966 i Bodø, er en norsk forfatter af romaner og børnebøger.  Kjetuns bøger på norsk er udgivet af Gyldendal i Norge og Cappelen Damm. Hun bor i Asker. 
Kjetun debuterede med børnebogen "Tyver, trøbbel og en lysende komet" i 2009, som vandt Gyldendals konkurrence for bedste børnebogmanuskript.
Hendes bøger om drengen Max og en giraf er illustreret af Johan Egerkrans og udgivet af forlaget Carlsen på dansk.

## Udvalgt bibliografi
- Tyver, trøbbel og en lysende komet (2009)
- Røre, rabalder og en sulten sjiraff (2010)
- Max i zoo (2015)
- Max i Afrika (2015)
- Helt Max fyrtårnflaks(2013)
- Helt Max fallskjermsjiraff (2014)
- I sjuende himmel – NOT! (2014)
- Svaret er sjiraff (2019)
- Søt og farlig (2022)